# Aloe claviflora
Aloe claviflora é uma espécie de liliopsida do gênero Aloe, pertencente à família Asphodelaceae.